# Casa Grande do Brigadeiro Tobias
A Casa Grande do Brigadeiro Tobias está localizada em uma área rural do município de Sorocaba, no estado de São Paulo. É um exemplar do estilo bandeirista, construído no final do século XVIII.

## História
A Casa Grande do Brigadeiro Tobias foi primeiramente a moradia do padre Rafael Tobias de Aguiar. Com o seu falecimento, a propriedade é herdada pelo seu sobrinho, o Capitão de Ordenanças Antônio Francisco de Aguiar, casado com Dona Ana Gertrudes Eufrosina Aires de Aguirre. Entre os filhos do casal, está o Brigadeiro Rafael Tobias de Aguiar.
Durante o século XVIII, a área em que está a casa grande era destinada à plantação da cana-de-açúcar e com o passar dos anos, já em posse do Brigadeiro Tobias de Aguiar e suas irmãs, converteu-se para a plantação de café.
A construção foi tombada em 1973 pelo Conselho de Defesa do Patrimônio Histórico, Arqueológico, Artístico e Turístico(Condephaat). Passou por restauração entre o final da década de 1970 e início de 1980, sendo entregue em 1981 para a Prefeitura. Abrigou a Biblioteca Distrital, com mais de três mil obras.
Atualmente é ocupado pelo Centro de Estudos do Tropeirismo e administrado pela Prefeitura de Sorocaba, sob a responsabilidade da Secretaria da Cultura (Secult).

## Arquitetura
A Casa Grande do Brigadeiro Tobias encontra-se em uma área envolta por uma vegetação de Mata Atlântica, um morro granítico aos fundos e nas proximidades encontra-se o córrego Passa-Três. Em virtude do córrego, a área em que está o casarão era conhecida antigamente como Sítio Passa-Três.
Foi erguida em torno de 1775 e 1790, com uma área construída de 350 metros quadrados, possui estilo bandeirista, construído em taipa de pilão e taipa de mão à base de argila e cascalho, com portas e janelas grandes, grossas paredes e piso de tijolos. Em um dos cômodos encontra-se a lápide do pai do Brigadeiro Tobias.
É uma casa térrea com um pequeno sótão, identificada como uma edificação urbana em zona rural que inicialmente era única e aos poucos foram agregadas uma série de pequenas habitações. Estas construções anexas podem ter sido usadas como as senzalas da fazenda. Consta que existiam mais de sessenta em 1839. Em 1980, quando a casa grande passou por um processo de restauração, estas moradias anexas foram demolidas.
Com relação à casa grande, esta sofreu as primeiras modificações entre 1860 e 1870, com a construção de uma nova cozinha na parte externa da residência, a porta principal foi trocada pelo arco pleno e a varanda aos fundos foi convertida em sala.

## Acervo
A Casa Grande do Brigadeiro Tobias possui um acervo que retrata a história do Tropeirismo. Entre as peças de seu acervo estão traias, acessórios utilizados nos burros e nas mulas, facões, pinturas, entre outros objetos. Está aberto à visitação e também para pesquisas sobre a cultura tropeira.
Além do Tropeirismo, também divulga a vida e obra do Brigadeiro Rafael Tobias de Aguiar, que foi duas vezes presidente da Província de São Paulo(atualmente seria o equivalente ao cargo de governador do Estado), fundador da Guarda Imperial(futuramente daria origem à Força Pública e depois a Polícia Militar do Estado), administrador do Registro de Animais de Sorocaba e tesoureiro  da   Real  Fábrica de  Ferro de São João de Ipanema, além  de  sua  participação na política na Revolução Liberal de 1842.
Exceto três telas de Ettore Marangoni, o acervo não é próprio, faz parte da coleção particular de Álvaro Augusto Antunes de Assis, que exerce a função de monitor do local informalmente.